# ياكوبو باروتسي دا فينيولا

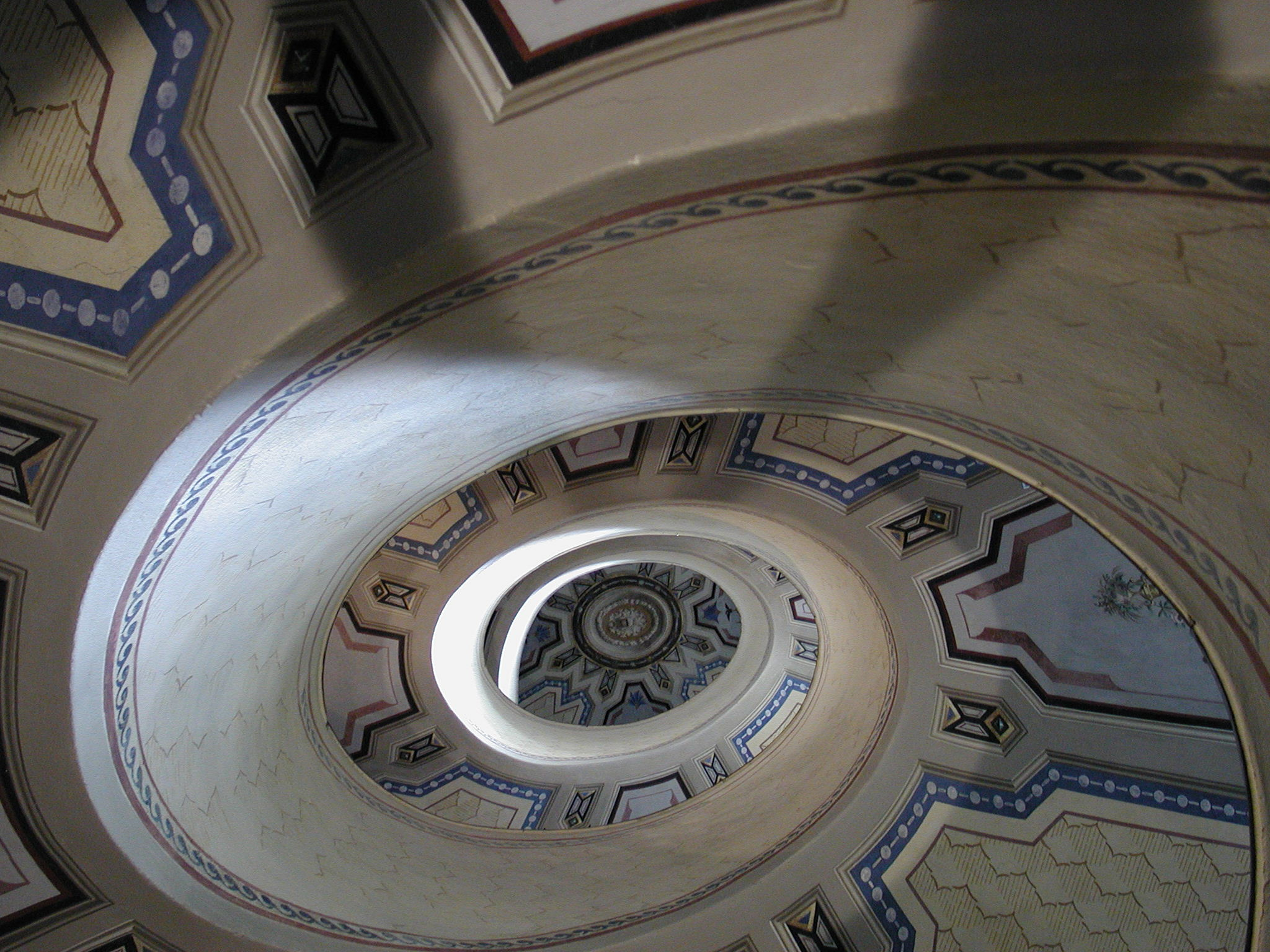
درج لولبي في قصر فينيولا

ياكوبو باروتسي دا فينيولا (Jacopo Barozzi da Vignola) يـُعرف عموما باسم الفينيولا (فينيولا، 1 أكتوبر 1507 - روما، 7 يوليو 1573) معماري إيطالي.
- في 1583 نشر كتب بشأن قواعد المنظور العملي.
- صمم قصر فارنيزي (Palazzo Farnese di Caprarola) واحد من أهم أمثلة الطراز المانيريزمي (Manierism).
- صمم كنيسة المسيح () التي أصبحت نموذج يستخدمه اليسوعيين لتشييد مباني العبادة.

## روابط خارجية
- ياكوبو باروتسي دا فينيولا على موقع الموسوعة البريطانية (الإنجليزية)
- ياكوبو باروتسي دا فينيولا على موقع ميوزك برينز (الإنجليزية)
- ياكوبو باروتسي دا فينيولا على موقع ديسكوغز (الإنجليزية)